# أنجيلو جينوكي
أنجيلو جينوكي (بالإيطالية: Angelo Genocchi) (ولد في 5 مارس 1817 في بياتشنزا - توفي في 7 مارس 1889 في تورينو) رياضياتي إيطالي كان متخصصا في نظرية الأعداد وإليه تنسب تسمية متتالية الأعداد الصحيحة المعروفة بأعداد جينوكي، وكان رئيسا أكاديمية تورينو للعلوم. 

## حياته
كان جينوكي في بداية مساره الجامعي مهتما بالقانون حيث درس الحقوق في جامعة بياتشنزا بموازاة مع اهتمامه بالرياضيات. كان مناضلا سياسيا ضد الهيمنة النمساوية على إيطاليا، انتقل في 1848 إلى تورينو ليشارك في ثورة توحيد إيطاليا. في تورينو ابتدأ في الاهتمام بجدية بالرياضيات وشغل بجامعتها مناصب أستاذ كرسي في الجبر والهندسة الرياضية (1859) والتحليل (1860) والتفاضل والتكامل (1862)، إلا أن أبرز أعماله كانت في مجال نظرية الأعداد.
أصدر في 1884 كتابه «حساب التفاضل ومبادئ حساب التكامل» الذي ألفه بمشاركة مع جيوزيبه بيانو، الذي كان أستاذا مساعدا له في جامعة تورينو بين 1881 و1882.